# Wedding Cake House (Kennebunk)

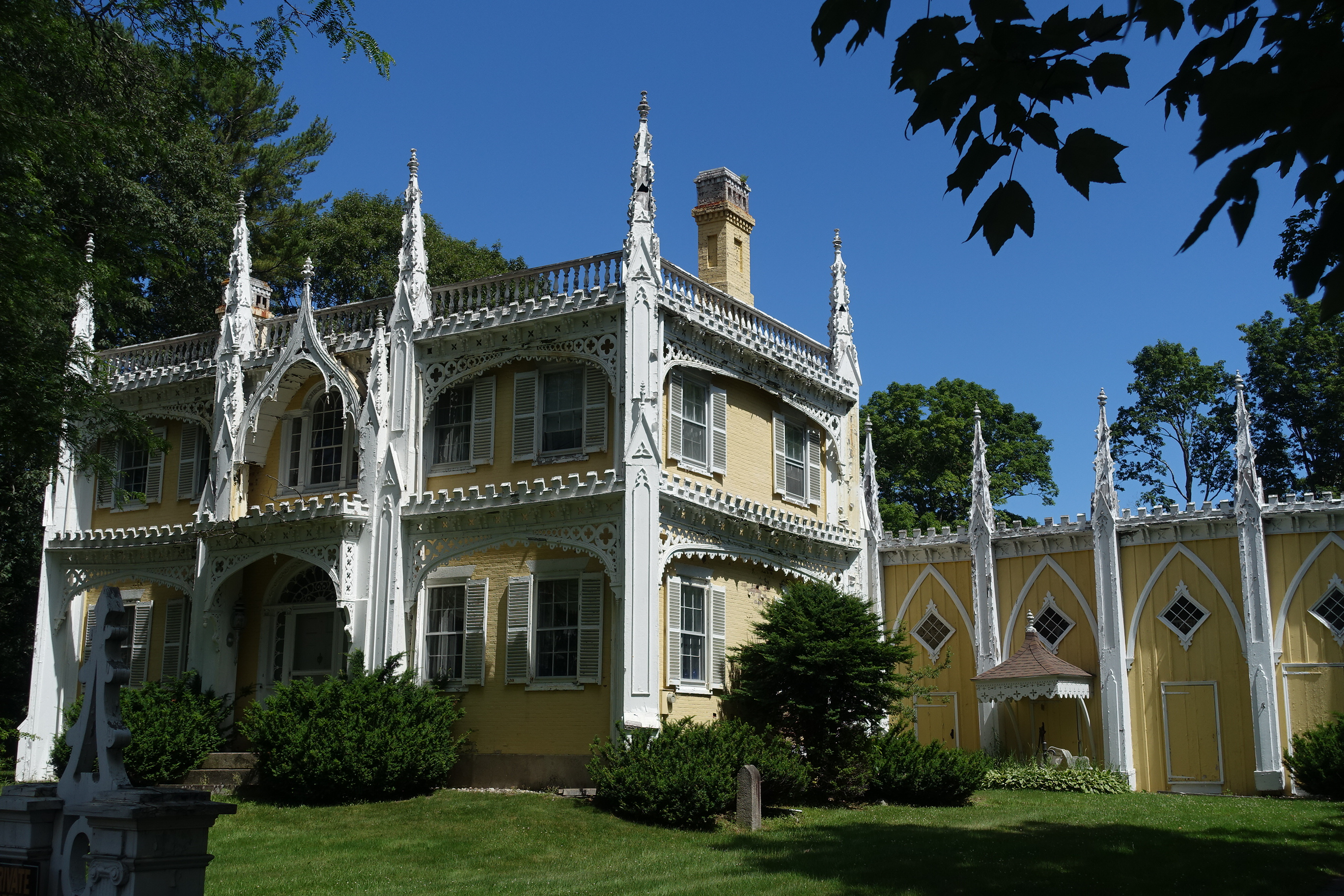
Kennebunk (Maine): veduta della Wedding Cake House

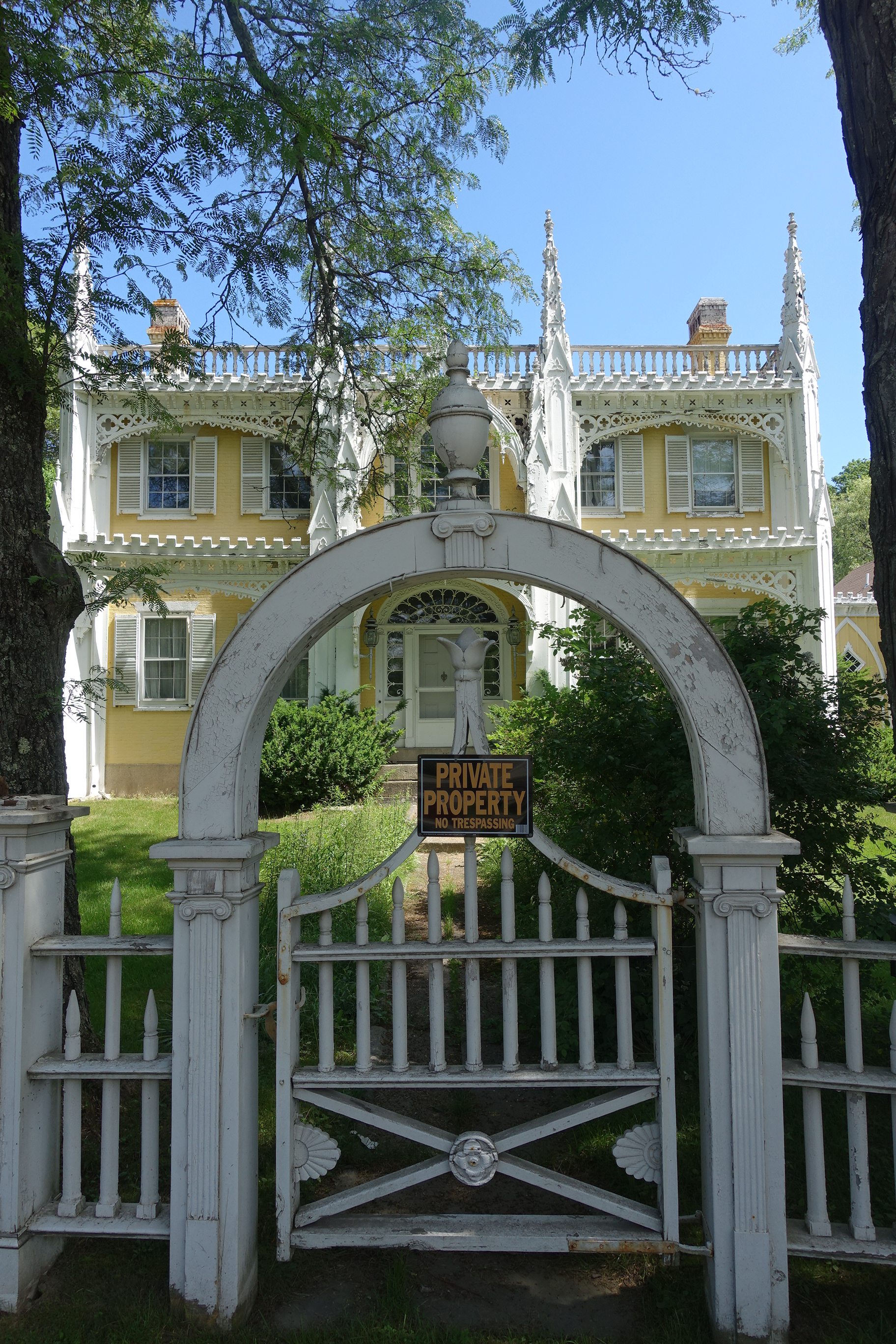
Ingresso della Wedding Cake House

La Wedding Cake House (letteralmente "casa della torta nuziale") è uno storico edificio della cittadina statunitense di Kennebunk, nel Maine, realizzato a partire dal 1825.
Per la sua particolare forma, che ricorda quella di un dolce, costituisce un'attrattiva turistica, tanto da essere considerata la casa più fotografata del Maine e una delle più fotografate di tutto il New England.

## Storia
L'edificio venne costruito nel 1825 come dimora di George Washington Bourne, un armatore locale, e della moglie Jane.
La costruzione dell'edificio venne commissionata dai genitori di Bourne come regalo di nozze e Bourne e la moglie vi andarono ad abitare l'anno seguente.
Secondo la leggenda, George Bourne sarebbe stato richiamato in mare alla vigilia delle nozze e avrebbe celebrato le nozze in tutta fretta non avendo neanche il tempo di tagliare la torta nuziale: per questo motivo avrebbe promesso alla moglie di ristrutturare la casa dandole la forma appunto di una torta nuziale.  In realtà, pare che Bourne, per la sua opera di ristrutturazione della casa, che in origine aveva una forma modesta, si fosse stato ispirato alla struttura del duomo di Milano.
Nel 1852, l'edificio fu interessato da un incendio, che distrusse il fienile, che era stato aggiunto da Bourne durante la ristrutturazione della casa.

## Descrizione
L'edificio si trova al nr. 104 di Summer Street ed è in stile gotico.